# Бангор (футбольный клуб)
«Бангор» (англ. Bangor FC) — североирландский футбольный клуб из одноимённого города, в графстве Даун.

## Сезон 2006/07
В сезоне 2006/07 команда заняла 2-е место в лиге, что позволило ей сыграть стыковые матча с 15-й командой премьер-лиги «Гленавоном» за повышение в классе. Им предстояло сыграть два матча: 11 мая на поле «Бангора» и 15 мая на поле «Гленавон».
- Первый матч: «Бангор» атаковал на протяжении всего первого тайма, но не смог реализовать ни одного момента. А во втором тайме Гленавон встрепенулся, стал наваливаться на ворота хозяев, что и привело к голу в ворота Райана Брауна, который забил головой Стефан Мэйджнис после розыгрыша углового. Этот гол оказался победным для «Гленавона». «Бангор» прессинговал все последние минуты матча, но не смог добиться даже ничьи.
- Второй матч: Перед «Бангором» стояла трудная задача. Игроки команды с первых минут пошли в атаку. И на 56-й минуте старания команды воплотились в гол. «Бангор» заработал угловой. Навес в штрафную и вратарь «Гленавона» выбивает мяч, но Мун смог принять мяч и сделать пас на Ирвайна, который с 8 ярдов заколотил мяч в сетку. В оставшееся время обе команды имели шанс завершить игру в свою пользу, но так и не смогли решить поставленную задачу и в дополнительное время. Судьба выхода в Высший дивизион для «Бангора» решилась в серии пенальти.
- Серия пенальти: «Гленавон» начал первым. Обе команды забили два своих первых удара (Хантер Мин у хозяев и МакДоуэл Мун у «Бангора»). Третий пенальти «Гленавон» забивает, а вот Удар Ирвайна смог парировать Райс. Четвёртый удар у «Гленавона» пробивал герой первого матча Стефан Мэйджнис, но он не смог переиграть вратаря Брауна. На четвёртый удар у «Бангора» вышел Ален, который не обманул вратаря и Райс опять же отбивает удар. «Гленавон» реализовал свой последний 11-метровый и похоронил надежды «Бангора» на место в элитном дивизионе.

## Достижения
- Кубок Северной Ирландии
  - Обладатель: 1992/93
- Кубок лиги
  - Обладатель: 1992/93
- Суперкубок Северной Ирландии
  - Обладатель: 1993
- Кубок Ольстера
  - Обладатель (2): 1991/92, 1994/95
- Городской кубок
  - Обладатель (2): 1970/71, 1976/77
- Кубок Антрима
  - Обладатель (3): 1969/70, 1974/75, 1988/89
- Кубок центрального Ольстера
  - Обладатель: 1995/96
- Межрегиональный кубок
  - Обладатель: 2004/-5

## Выступления в еврокубках
| Сезон   | Турнир       | Раунд | Соперник | 1 матч | 2 матч | Итог  |
| ------- | ------------ | ----- | -------- | ------ | ------ | ----- |
| 1991/92 | Кубок УЕФА   | 1R    | Сигма    | 0 : 3  | 0 : 3  | 0 : 6 |
| 1993/94 | Кубок кубков | 1R    | АПОЭЛ    | 1 : 1  | 1 : 2  | 2 : 3 |
| 1994/95 | Кубок кубков | 1R    | Татран   | 0 : 1  | 0 : 4  | 0 : 5 |

- Домашние игры выделены жирным шрифтом

## Контактная информация
Clandeboye Park, Clandeboye Road, Bangor, Co. Down, BT20 3JT
Телефон: (028) 91457712